# Sonntagsmärchen
Das Sonntagsmärchen ist eine deutsche Fernsehsendung mit Märchenfilmen auf dem Fernsehkanal KiKA von ARD und ZDF. Dabei bedient sich der Kinderkanal aus den Archiven von ARD und ZDF und verwertet die Senderechte an Märchenfilme.

## Hintergrund

### Ausstrahlung
Im Januar 1997 wurde das Sonntagsmärchen mit Beginn des KiKA erstmals ausgestrahlt. Seither wird jeden Sonntag um 12 Uhr ein Märchenfilm im Rahmen der Fernsehsendung gezeigt. Bis 2016 lief im Sommer auch ein Märchenfilm um 13 Uhr.

### Filme
Es werden meist DEFA-Märchenfilme, Neuverfilmungen der Reihe Sechs auf einen Streich (ARD) und der Märchenperlen-Reihe (ZDF) sowie tschechoslowakische Filme ausgestrahlt. Seltener werden tschechische und sowjetische Märchenfilme sowie Märchenfilme der Bundesrepublik Deutschland ausgestrahlt.
Einige der Filme wurden und werden mehrmals gezeigt. So war Schneeweißchen und Rosenrot (1979) neben Drei Haselnüsse für Aschenbrödel (1973) am häufigsten zu sehen.

### Intro
Im Laufe der Zeit veränderte sich das Intro des Sonntagsmärchens: Zu Beginn wurde von einem Moderator in das jeweilige Märchen eingeführt. Danach wurde ein Märchenschloss von unten nach oben eingeblendet. Dabei erkannte man sämtliche Märchenfiguren. Eine Fee „zauberte“ mit ihrem Zauberstab den Titel Sonntagsmärchen. Ab 2012 blühte eine Reihe mit Blumen und am Ende der Reihe erschien der Schriftzug Sonntagsmärchen. Aktuell fliegt ein Zauberkessel an einem animierten Schloss hoch, es erscheinen Anspielungen auf Märchen. Anschließend steht Sonntagsmärchen in verschnörkelter goldener Schrift auf blauem Hintergrund.

## Liste der Sonntagsmärchen
Diese Liste beinhaltet ausschließlich Märchenfilme, die im Sonntagsmärchen ausgestrahlt wurden. Die Jahreszahl gibt das Jahr der Erstaufführung des Filmes an, nicht wann der Film in der Sendungsreihe erstmals ausgestrahlt wurde.

### Bundesrepublik Deutschland (1949–1989)
- 1953: Zwerg Nase – Regie: Francesco Stefani
- 1955: Rumpelstilzchen – Regie: Herbert B. Fredersdorf
- 1955: Der gestiefelte Kater – Regie: Herbert B. Fredersdorf
- 1955: Schneewittchen – Regie: Erich Kobler
- 1955: Schneeweißchen und Rosenrot – Regie: Erich Kobler
- 1956: Die Heinzelmännchen – Regie: Erich Kobler
- 1956: Tischlein deck dich – Regie: Jürgen von Alten
- 1957: Der Wolf und die sieben Geißlein – Regie: Peter Podehl
- 1957: Rübezahl – Herr der Berge – Regie: Erich Kobler
- 1957: Aufruhr im Schlaraffenland – Regie: Otto Meyer
- 1959: Die Bremer Stadtmusikanten – Regie: Rainer Geis
- 1961: Frau Holle – Das Märchen von Goldmarie und Pechmarie – Regie: Peter Podehl
- 1984: König Drosselbart – Regie: Miloslav Luther
- 1985: Der falsche Prinz – Regie: Dušan Rapoš
- 1985: Frau Holle – Regie: Juraj Jakubisko
- 1986: Die Galoschen des Glücks – Regie: Juraj Herz
- 1986: Der treue Johannes – Regie: Miloslav Luther
- 1988: Das Wasser des Lebens – Regie: Ivan Balaďa
- 1988: Der große und der kleine Klaus – Regie: Dušan Trančík
- 1989: Aschenputtel – Regie: Karin Brandauer
- 1989: Der Teufel und seine zwei Töchter – Regie: Jesús Garcia de Duenas
- 1989: Sieben auf einen Streich – Regie: Dušan Trančík

### Märchenfilm der DEFA und des DFF
- 1953: Die Geschichte vom kleinen Muck – Regie: Wolfgang Staudte
- 1956:  Das tapfere Schneiderlein  – Regie: Helmut Spieß
- 1957: Das singende, klingende Bäumchen – Regie: Francesco Stefani
- 1958: Das Feuerzeug – Regie: Siegfried Hartmann
- 1960: Das Zaubermännchen – Regie: Christoph Engel und Erwin Anders
- 1961: Schneewittchen – Regie: Gottfried Kolditz
- 1962: Rotkäppchen – Regie: Götz Friedrich
- 1963: Frau Holle – Regie: Gottfried Kolditz
- 1964: Die goldene Gans – Regie: Siegfried Hartmann
- 1965: König Drosselbart – Regie: Walter Beck
- 1969: Wie heiratet man einen König? – Regie: Rainer Simon
- 1971: Dornröschen – Regie: Walter Beck
- 1972: Sechse kommen durch die Welt – Regie: Rainer Simon
- 1973: Drei Haselnüsse für Aschenbrödel (Tri orisky pro popelku) – Regie: Václav Vorlíček
- 1974: Hans Röckle und der Teufel – Regie: Hans Kratzert
- 1976: Das blaue Licht – Regie: Iris Gusner
- 1976: Die Regentrude – Regie: Ursula Schmenger
- 1977: Wer reißt denn gleich vorm Teufel aus – Regie: Egon Schlegel
- 1979: Schneeweißchen und Rosenrot (Sněženka a Růženka) – Regie: Siegfried Hartmann
- 1979: Die Gänsehirtin am Brunnen – Regie: Ursula Schmenger
- 1980: Der Spiegel des großen Magus – Regie: Dieter Scharfenberg
- 1980: Gevatter Tod – Regie: Wolfgang Hübner
- 1984: Die Geschichte vom goldenen Taler – Regie: Bodo Fürneisen
- 1986: Der Bärenhäuter – Regie: Walter Beck
- 1988: Der Eisenhans – Regie: Karl-Heinz Lotz
- 1988: Die Geschichte von der Gänseprinzessin und ihrem treuen Pferd Falada (Princezna Husopaska) – Regie: Konrad Petzold
- 1988: Rapunzel oder der Zauber der Tränen – Regie: Ursula Schmenger
- 1990: Das Licht der Liebe (Svetlo lásky) – Regie: Gunther Scholz
- 1991: Olle Hexe – Regie: Günter Meyer
- 1991: Das Licht der Liebe – Regie: Gunther Scholz

### Deutscher Märchenfilm seit 1990

#### Produktion u.a. mit anderen Ländern, die zu keiner Filmreihe gehören
- 1990: Dornröschen – Regie: Stanislav Párnický
- 1990: Der Reisekamerad – Regie: Ludvík Ráza
- 1991: Froschkönig – Regie: Juraj Herz
- 1991: Der Eisbärkönig – Regie: Ola Solum
- 1992: Schneewittchen und das Geheimnis der Zwerge – Regie: Ludvík Ráza
- 1994: Des Kaisers neue Kleider – Regie: Juraj Herz
- 1996: Das Zauberbuch – Regie: Václav Vorlíček
- 1997: Der Feuervogel – Regie: Václav Vorlíček
- 1998: Die Seekönigin – Regie: Václav Vorlíček
- 1999: Hans im Glück – Regie: Rolf Losansky

#### Märchenperlendes ZDF (seit 2005)
- 2005: Rotkäppchen – Regie: Klaus Gietinger
- 2006: Hänsel und Gretel – Regie: Anne Wild
- 2007: Rumpelstilzchen – Regie: Andi Niessner
- 2008: Dornröschen – Regie: Arend Agthe
- 2008: Zwerg Nase – Regie: Felicitas Darschin
- 2009: Der Teufel mit den drei goldenen Haaren – Regie: Hans-Günther Bücking
- 2010: Aschenputtel – Regie: Susanne Zanke
- 2011: Der Eisenhans – Regie: Manuel Siebenmann
- 2012: Die Schöne und das Biest – Regie: Marc-Andreas Bochert
- 2012: Die sechs Schwäne –  Regie: Karola Hattop
- 2013: Die goldene Gans –  Regie: Carsten Fiebeler
- 2014: Das kalte Herz – Regie: Marc-Andreas Bochert
- 2014: Die Schneekönigin –  Regie: Karola Hattop
- 2015: Die weiße Schlange – Regie: Stefan Bühling
- 2017: Der Zauberlehrling – Regie: Frank Stoye
- 2017: Rübezahls Schatz – Regie: Stefan Bühling
- 2018: Der süße Brei – Regie: Frank Stoye
- 2019: Schneewittchen und der Zauber der Zwerge – Regie: Ngo The Chau
- 2020: Die Hexenprinzessin – Regie: Ngo The Chau
- 2021: Zwerg Nase – Regie: Ngo The Chau
- 2022: Das Märchen vom Frosch und der goldenen Kugel – Regie: Ngo The Chau
- 2023: Rapunzel und die Rückkehr der Falken – Regie: Christoph Heimer
- 2024: Dornröschen und der Fluch der siebten Fee – Regie: Ngo The Chau

#### Sechs auf einen Streichder ARD (seit 2008)
- 2008
  - Tischlein deck dich – Regie: Ulrich König
  - König Drosselbart – Regie: Sibylle Tafel
  - Frau Holle – Regie: Bodo Fürneisen
  - Das tapfere Schneiderlein – Regie: Christian Theede
  - Brüderchen und Schwesterchen – Regie: Wolfgang Eißler
  - Der Froschkönig – Regie: Franziska Buch
- 2009
  - Schneewittchen – Regie: Thomas Freundner
  - Rapunzel – Regie: Bodo Fürneisen
  - Der gestiefelte Kater – Regie: Christian Theede
  - Dornröschen – Regie: Oliver Dieckmann
  - Die Gänsemagd – Regie: Sibylle Tafel
  - Rumpelstilzchen – Regie: Ulrich König
  - Die Bremer Stadtmusikanten – Regie: Dirk Regel
  - Die kluge Bauerntochter – Regie: Wolfgang Eißler
- 2010
  - Das blaue Licht – Regie: Carsten Fiebeler
  - Die Prinzessin auf der Erbse – Regie: Bodo Fürneisen
  - Der Meisterdieb – Regie: Christian Theede
  - Des Kaisers neue Kleider – Regie: Hannu Salonen
- 2011
  - Jorinde und Joringel – Regie: Bodo Fürneisen
  - Aschenputtel – Regie: Uwe Janson
  - Die Sterntaler – Regie: Maria von Heland
  - Die zertanzten Schuhe – Regie: Wolfgang Eißler
- 2012
  - Rotkäppchen – Regie: Sibylle Tafel
  - Schneeweißchen und Rosenrot – Regie: Sebastian Grobler
  - Hänsel und Gretel – Regie: Uwe Janson
  - Allerleirauh – Regie: Christian Theede
- 2013
  - Vom Fischer und seiner Frau – Regie: Christian Theede
  - Das Mädchen mit den Schwefelhölzern – Regie: Uwe Janson
  - Die kleine Meerjungfrau – Regie: Irina Popow
  - Der Teufel mit den drei goldenen Haaren – Regie: Maria von Heland
- 2014
  - Siebenschön – Regie: Carsten Fiebeler, Vorlage: Ludwig Bechstein
  - Sechse kommen durch die ganze Welt – Regie: Uwe Janson
  - Die drei Federn – Regie: Su Turhan
  - Von einem, der auszog, das Fürchten zu lernen – Regie: Tobias Wiemann
- 2015
  - Der Prinz im Bärenfell – Regie: Bodo Fürneisen
  - Die Salzprinzessin – Regie: Zoltan Spirandelli
  - Nussknacker und Mausekönig – Regie: Frank Stoye
  - Prinzessin Maleen – Regie: Matthias Steurer
- 2016
  - Hans im Glück – Regie: Christian Theede
  - Das Märchen vom Schlaraffenland – Regie: Carsten Fiebeler
  - Das singende, klingende Bäumchen – Regie: Wolfgang Eißler
  - Prinz Himmelblau und Fee Lupine – Regie: Markus Dietrich
- 2017
  - Der Schweinehirt – Regie: Carsten Fiebeler
  - Das Wasser des Lebens – Regie: Alexander Wiedel
- 2018
  - Das Märchen von der Regentrude – Regie: Klaus Knoesel
  - Die Galoschen des Glücks – Regie: Friederike Jehn
- 2019
  - Die drei Königskinder – Regie: Frank Stoye
  - Das Märchen von den zwölf Monaten – Regie: Frauke Thielecke
- 2020
  - Der starke Hans – Regie: Matthias Steurer
  - Helene, die wahre Braut – Regie: Heino V. Kronberg
  - Das Märchen vom goldenen Taler – Regie: Cüneyt Kaya
- 2021
  - Der Geist im Glas – Regie: Markus Dietrich
- 2022
  - Die Gänseprinzessin – Regie: Frank Stoye
  - Zitterinchen – Regie: Luise Brinkmann
- 2023
  - Das Märchen von der Zauberflöte – Regie: Marvin Litwak
  - Die verkaufte Prinzessin – Regie: Matthias Steurer
- 2024
  - Das Märchen von der silbernen Brücke – Regie: Cüneyt Kaya

### Tschechoslowakischer Märchenfilm
- 1959: Die Prinzessin mit dem goldenen Stern (Princezna se zlatou hvězdou) – Regie: Martin Frič
- 1971: Prinz Bajaja (Princ Bajaja) – Regie: Antonín Kachlík
- 1971: Das Mädchen auf dem Besenstiel (Dívka na koštěti) – Regie: Václav Vorlíček
- 1973: Drei Haselnüsse für Aschenbrödel (Tři oříšky pro Popelku) – Regie: Václav Vorlíček
- 1976: Die kleine Meerjungfrau (Malá mořská víla) – Regie: Karel Kachyňa
- 1977: Wie man Dornröschen wachküßt (Jak se budí Princezny) – Regie: Václav Vorlíček
- 1979: Schneeweißchen und Rosenrot (Sněženka a Růženka) – Regie: Siegfried Hartmann
- 1982: Der dritte Prinz (Třetí princ) – Regie: Antonín Moskalyk
- 1983: Der Salzprinz (Sůl nad zlato) – Regie: Martin Hollý
- 1983: Vom tapferen Schmied (O statečném kováři) – Regie: Petr Švéda
- 1984: Mit dem Teufel ist nicht gut spaßen (S čerty nejsou žerty) – Regie: Hynek Bočan
- 1984: Die Prinzessin mit der langen Nase (Tři veteráni) – Regie: Oldřich Lipský
- 1984: König Drosselbart (Král Drozdia Brada) – Regie: Miloslav Luther
- 1985: Frau Holle (Perinbaba) – Regie: Juraj Jakubisko
- 1985: Der falsche Prinz (Falešný princ) – Regie: Dušan Rapoš
- 1987: Die Pfauenfeder (Pávie pierko) – Regie: Petr Weigl
- 1988: Die Geschichte von der Gänseprinzessin und ihrem treuen Pferd Falada (Princezna Husopaska) – Regie: Konrad Petzold
- 1989: Sieben auf einen Streich (Sedem jednou ranou) – Regie:  Dušan Trančik
- 1990: Dornröschen (Šípková Růženka) – Regie: Stanislav Párnický
- 1990: Das Licht der Liebe (Světlo lásky) – Regie: Gunther Scholz
- 1991: Der vergeßliche Hexenmeister (O zapomnětlivém černokněžníkovi) – Regie: Hynek Bočan
- 1991: Froschkönig (Žabí král) – Regie: Juraj Herz
- 1992: Schneewittchen und das Geheimnis der Zwerge (Sněhurka a sedm trpasliku) – Regie: Ludvík Ráža

### Tschechischer Märchenfilm
- 1993: Wettstreit im Schloß (Nesmrtelná teta) – Regie: Zdeněk Zelenka
- 1993: Die sieben Raben (Sedmero krkavců) – Regie: Ludvík Ráza
- 1994: Die verzauberte Anicka (Anička s lískovými oříšky) – Regie: Ales V. Horal
- 1994: Des Kaisers neue Kleider (Císařovy nové šaty) – Regie: Juraj Herz
- 1996: Das Zauberbuch – Regie: Václav Vorlíček
- 1997: Der Feuervogel – Regie: Václav Vorlíček
- 1997: Rumpelstilzchen & Co. (Rumplcimprcampr) – Regie: Zdeněk Zelenka
- 1997: Die Seekönigin (Jezerní královna) – Regie: Václav Vorlíček
- 2000: Falkner Thomas (Král sokolů) – Regie: Václav Vorlíček
- 2001: Die Regenbogenfee (Duhová panna oder Dúhenka) – Regie: Brano Misik
- 2012: Die zwölf Monate (Dvanáct měsíčků) – Regie: Karel Janák
- 2015: Der Kronprinz (Korunní princ) – Regie: Karel Janák
- 2015: Die sieben Raben (Sedmero krkavců) – Regie: Alice Nellis
- 2018 Die Prinzessin und der blinde Schmied (O zakletém králi a odvázném Martinovi) – Regie: Peter Bebjak
- 2018 Die Teufelsfeder (Čertí brko) – Regie: Marek Najbrt
- 2020: Als ein Stern vom Himmel fiel (O vánoční hvězdě) – Regie: Karel Janák

### Sowjetischer Märchenfilm
- 1964: Abenteuer im Zauberwald – Regie: Alexander Rou
- 1967: Die Schneekönigin – Regie: Gennadi Kasanski
- 1970: Die schöne Warwara – Regie: Alexander Rou
- 1973: Der Hirsch mit dem goldenen Geweih – Regie: Alexander Rou

## Hörspiele
Seit 2005 existiert zu dieser Sendung auch eine Hörspielreihe. Die Reihe verwendet Aufnahmen für Karussell aus den 90er Jahren, bei denen Hans Paetsch bekannte Märchen von den Brüdern Grimm und Hans Christian Andersen vorliest.
- Vol 1.: Des Kaisers neue Kleider, Das kleine Mädchen mit den Schwefelhölzern, Das Feuerzeug, Tölpel-Hans
- Vol 2.: Schneewittchen, Der Wolf und die sieben Geißlein, Schneeweißchen und Rosenrot, Rumpelstilzchen
- Vol 3.: Dornröschen, Rotkäppchen, Rapunzel, Der gestiefelte Kater
- Vol 4.: Der Froschkönig, Das tapfere Schneiderlein, Der Eisenhans
- Vol 5.: Die Bremer Stadtmusikanten, Frau Holle, König Drosselbart, Hänsel und Gretel
- Vol 6.: Aschenputtel, Tischlein deck dich